# Betty Rosenquest Pratt
Charlotte Elizabeth Rosenquest Pratt detta Betty (15 aprile 1925 – Winter Park, 31 gennaio 2016) è stata una tennista statunitense.

## Biografia
Si è sposata nel 1951 con Edward Caroll Seymour Pratt e ha iniziato a competere con il cognome da coniugata, di origini giamaicane ha rappresentato per un breve periodo anche la nazione caraibica.

## Carriera
Ha disputato due semifinale in singolare nei tornei del Grande Slam, la prima a Wimbledon 1954 dove è stata sconfitta da Maureen Connolly e la seconda due anni dopo agli U.S. National Championships dove è stata Althea Gibson a impedirle l'accesso alla finale. Sono arrivati buoni risultati anche nel doppio, in coppia con Barbara Davidson ha raggiunto la semifinale di Wimbledon 1951 mentre insieme a Shirley Fry ha giocato la finale degli U.S. National Championships 1956 ma sono state sconfitte dal team statunitense formato da Louise Brough e Margaret Osborne duPont.
Terminata la carriera agonistica è stata capitana degli Stati Uniti in coppa Wightman tra il 1967 e il 1969.

## Statistiche

### Finali nei tornei del Grande Slam

#### Doppio

##### Sconfitte in finale (1)
| Anno | Torneo                                | Compagna    | Avversarie in finale           | Punteggio |
| 1956 | U.S. National Championships, New York | Shirley Fry | Louise Brough Margaret Osborne | 3–6, 0–6  |